# Várhelyi Áron
Várhelyi Áron (Eger, 1999. május 16. –) magyar színész.

## Életpályája
Szülei Várhelyi Dénes és Dimanopulu Afrodité színészek. Az egri Dobó István Gimnáziumban érettségizett. 2019-2024 között a Kaposvári Egyetem színművész szakán tanult, Eperjes Károly és Szalma Tamás osztályában. 2024-től a Soproni Petőfi Színház tagja.

## Színházi szerepei

### Soproni Petőfi Színház
- Joe DiPietro & Jimmy Roberts: ÁJLÁVJÚ (2023)
- William Shakespeare: Rómeó és Júlia | Gergely / Boldizsár (2023)
- Jean Anouilh: A pacsirta (Jeanne d'Arc) | Inkvizítor / Károly, a Dauphin (2023)
- Kiss József: Az angyalok nem sírnak | Kócos, felkelő (2023)
- Szigeti József - Horváth Z. Gergely: A vén bakancsos és fia, a huszár | Sugár Laci (2024)
- Molnár Ferenc: Játék a kastélyban | Ádám (2024)
- Galt MacDermot - Gerome Ragni - James Rado: Hair | Claude Bukowski (2024)
- Maros András - Szálinger Balázs: Phil Collins | Szőrös (2025)

### Fórum Színház
- Arne Sultan – Earl Barett – Ray Cooney: A feleség negyvennél kezdődik | Leonard Harper[7]

### Kvártélyház Szabadtéri Színház
- Molnár Ferenc – Dés László – Geszti Péter – Grecsó Krisztián: A Pál utcai fiúk | Geréb[8]